# 中谷瑾子
中谷 瑾子（なかたに きんこ、1922年8月23日 - 2004年6月23日）は、日本の法学者。専門は刑法。学位は博士（法学）（慶應義塾大学・論文博士・2001年）（学位論文「21世紀につなぐ生命と法と倫理：生命の始期をめぐる諸問題」）。慶應義塾大学名誉教授、大東文化大学名誉教授。山形県酒田市出身。
長男は慶應義塾大学グローバルリサーチインスティテュート（KGRI）特任教授で前WHO（世界保健機関）執行理事会議長を務めた中谷比呂樹（慶應義塾大学医学部卒業）。

## 略歴
- 1922年8月　山形県飽海郡酒田町（現：酒田市）生まれ
- 1942年9月　日本女子大学校国文科（現：日本女子大学文学部日本文学科）卒業
- 1950年9月　慶應義塾大学法学部法律学科卒業
- 1950年10月  慶應義塾大学法学部助手（指導教授：宮崎澄夫）
- 1956年1月　慶應義塾大学法学部助教授
- 1962年4月　慶應義塾大学法学部教授
- 1987年3月　慶應義塾大学退職
- 1987年4月　杏林大学社会科学部教授
- 1991年4月　大東文化大学法学部教授

## 人物
1970年4月から翌年3月まで、ヨーロッパ諸国の大学、矯正施設を視察。厚生労働省の諮問機関「厚生科学審議会」の委員として医療法分野での功績の他、公安審査委員会委員としてオウム真理教の破壊活動防止法適用の審査（オウム真理教破壊活動防止法問題）を行った。
医事刑法や女性犯罪等の他、家族法の研究でも知られている。

## 著書

### 単著
- 『21世紀につなぐ生命と法と倫理-生命の始期をめぐる諸問題-』（有斐閣、1999年）
- 『21世紀につなぐ生命と法と倫理　続』（有斐閣、2001年）
- 『児童虐待を考える』（信山社出版、2003年）
- 『刑事法随想・わが心の軌跡-曲肱の楽しみ-』（信山社出版、2004年）

### 編著
- 『子殺し・親殺しの背景-《親知らず・子知らずの時代》を考える-』（有斐閣<有斐閣新書>、1982年）
- 『刑法事典』（青柳文雄、宮澤浩一との編著、立花書房、1984年）
- 『女性犯罪』（立花書房、1987年）
- 『医事法への招待-医療技術の進歩・高齢化社会と法-』（信山社出版、2001年）
- 『児童虐待と現代の家族-実態の把握・診断と今後の課題-』（岩井宜子、中谷真樹との共編、信山社出版、2003年）

### 分担執筆
- 下村康正、八木國之編『刑法各論-重要問題と解説-』<法学演習講座9>（法学書院、1978年）
- 福田平、大塚仁編『刑法各論講義』（青林書院新社、1981年）
- 下村康正、八木国之編『刑法総論-重要問題と解説-』<法学演習講座8>（法学書院、1981年）
- 福田平、大塚仁編『刑法総論講義』（青林書院新社、1983年）

### 訳書
- ユルゲン・バウマン編著『堕胎是か非か-西ドイツ中絶をめぐる論争-』（人見宏との共訳、鳳舎、1977年）

### その他
『21世紀における刑事規制のゆくえ-中谷瑾子先生傘寿祝賀-』（現代法律出版、2003年）